# Bjørnsund
Bjørnsund  est un groupe de petites îles  de la commune de Hustadvika, du comté de Møre og Romsdal, dans la mer de Norvège.

## Description
L'archipel est situé à environ 5 kilomètres à l'ouest du village de Bud, à l'extrémité de la péninsule de Romsdal, au nord de l'île de Gossa, dans la zone côtière de Hustadvika. Les îles principales sont reliées par des ponts et des viaducs. Le phare de Bjørnsund est situé sur l'île nord de Moøya.
Depuis 1971, les îles n'ont plus de résidents à temps plein et ne sont plus utilisées que comme résidences d'été. Le conseil municipal a décidé de manière controversée en 1968 que les îles devaient être abandonnées plutôt que de moderniser l'infrastructure des îles. Juste après la Seconde Guerre mondiale, les îles abritaient 500 à 600 habitants.

### Les îlots
- Bollen, au nord-ouest.
- Moøya, au nord-nord-ouest, dans laquelle se trouve le phare.
- Norde Bjørnsund, au nord-nord-est. Ensemble d'îlots
- Hammerøya, au centre-est. Ile principale avec son port.
- Bjørnøya, au sud-est. Ensemble d'îlots.
- Hammarøyskj, au sud. Ensemble d'îlots.
- Trollholman, plein sud.

Un ensemble de brise-lames a été construit, qui remplit les fonctions d'un port pour bateaux de plaisance dans sa partie interne, reliant les îles de Moøya, Norde Bjørnsund, Bjørnsund et Hammarøya.
Au point culminant de Nordre Bjørnsund se dresse une sculpture d'ours polaire à la mémoire de ceux qui ont perdu la vie en mer entre 1850 et 1950.

## Galerie

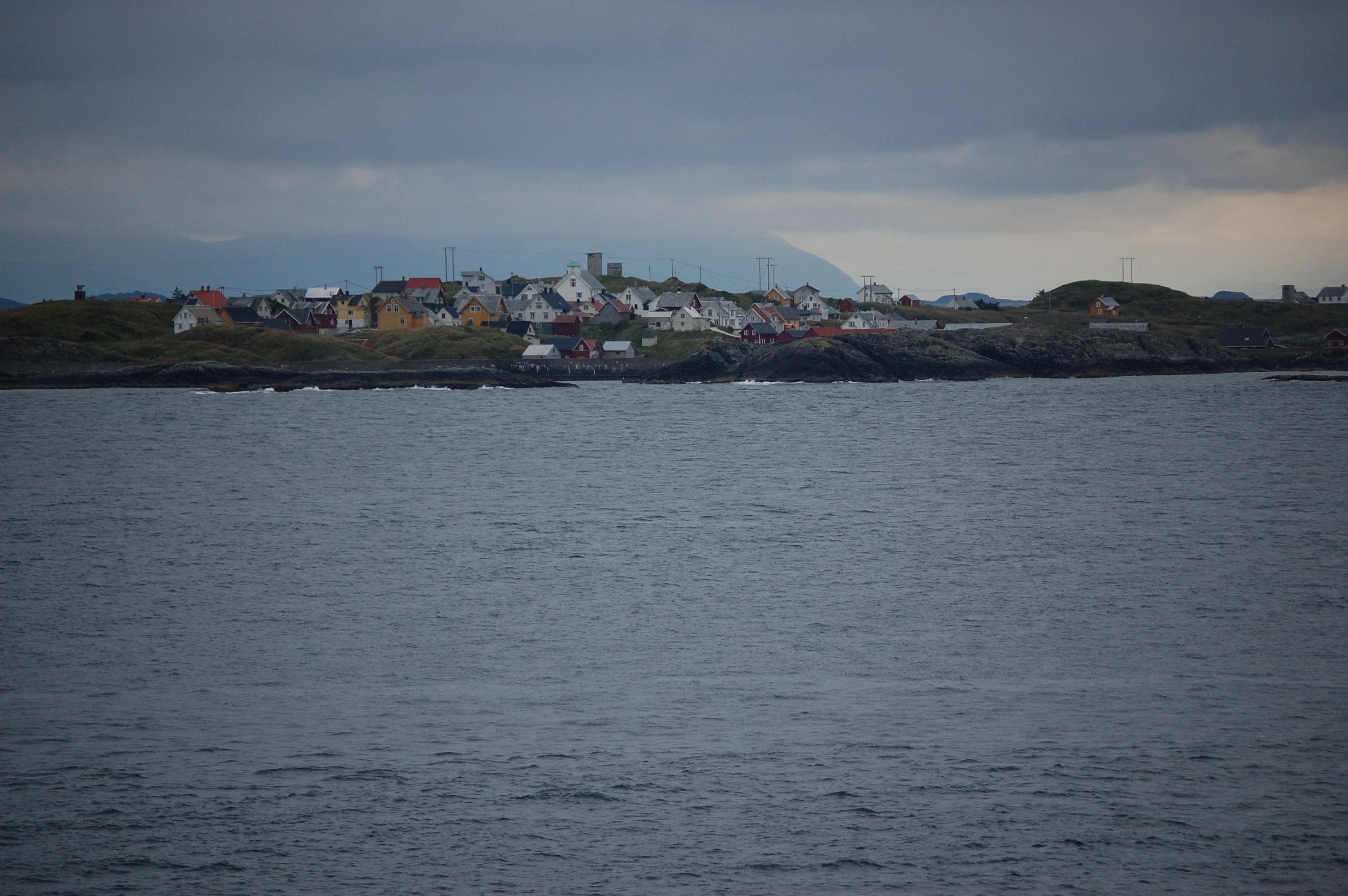
ïle Bjørnsund
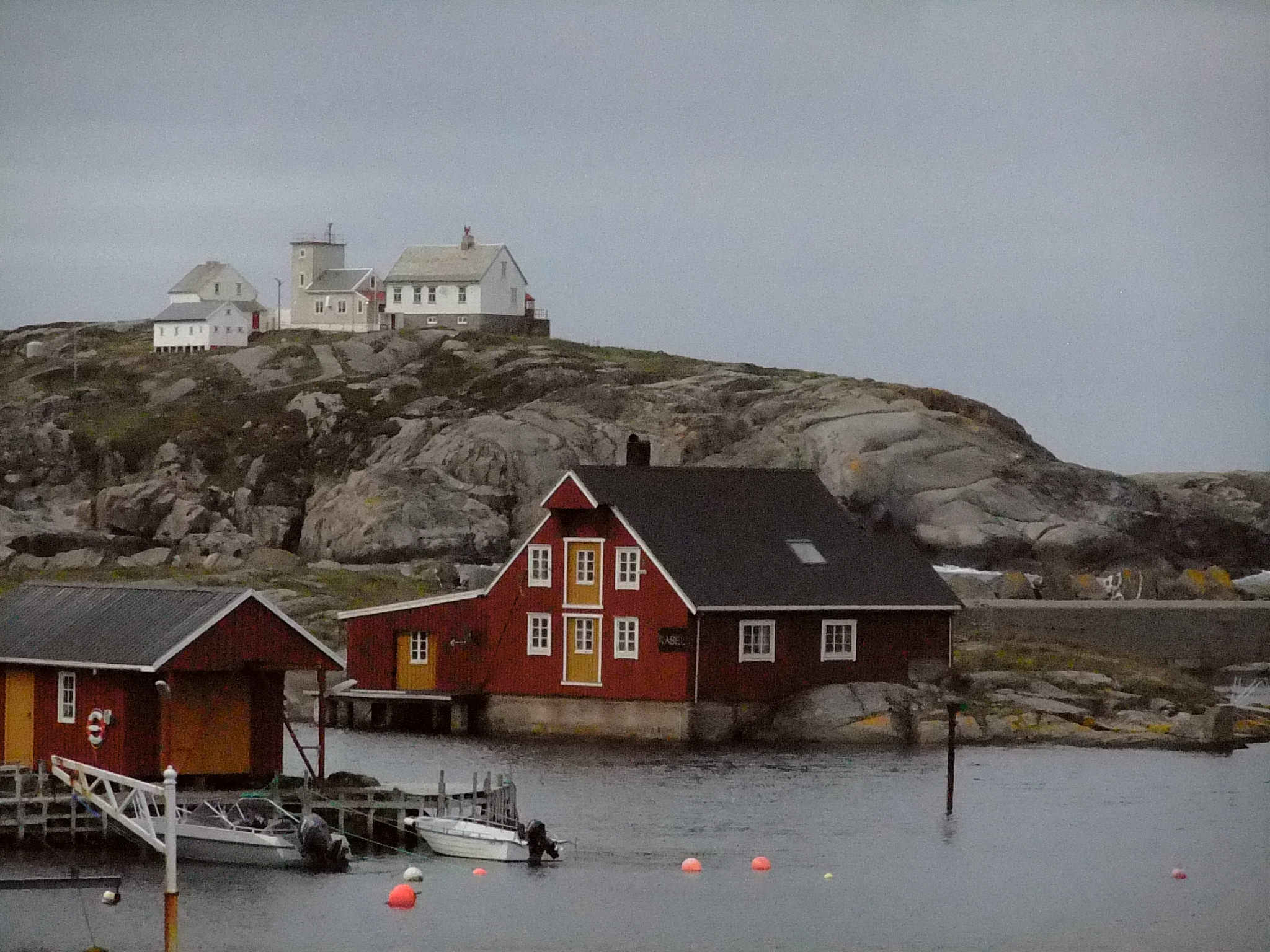
Le phare sur l'île Moøya
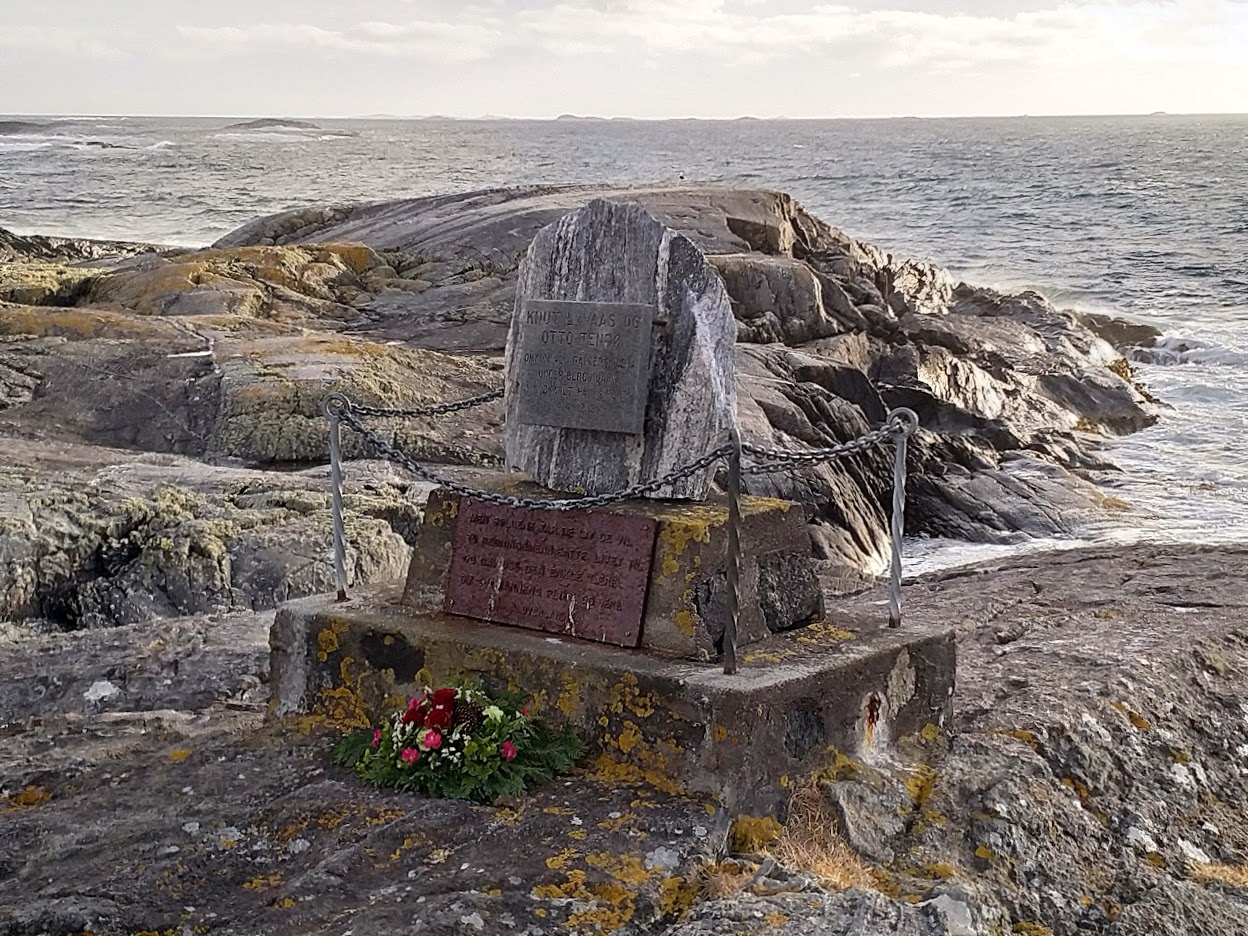
Stéle sur l'île Nordre Bjørnsund